# Rahul Bose
Rahul Bose (bengali : রাহুল বসু, marathe : राहुल बौस) est un acteur indien et un rugbyman, né à Calcutta le 27 juillet 1967. Il a tourné dans plus de 35 films aussi bien commerciaux que d'auteur en hindi, anglais ou bengali.

## Filmographie

### Acteur

#### Au cinéma
| Année | Film                             | Rôle                          | Notes                                               |
| ----- | -------------------------------- | ----------------------------- | --------------------------------------------------- |
| 1994  | English, August                  | Agastya Sen                   |                                                     |
| 1995  | A Mouthful of Sky                | Sarkar, Pavan                 | TV                                                  |
| 1996  | Bomgay                           | The Lefty                     |                                                     |
| 1998  | Bombay Boys                      | Ricardo Fernandes             |                                                     |
| 1999  | Split Wide Open                  | Kut Price                     |                                                     |
| 1999  | Thakshak                         | Sunny                         |                                                     |
| 2001  | Everybody Says I'm Fine!         | Rage                          | Avec Koel Purie                                     |
| 2002  | Mr. and Mrs. Iyer                | Jahangir Chaudhary aka "Raja" |                                                     |
| 2003  | Jhankaar Beats                   | Rishi                         |                                                     |
| 2003  | Ek Din 24 Ghante                 | Virendra                      |                                                     |
| 2003  | Mumbai Matinee                   | Debashish "Debu" Chatterjee   |                                                     |
| 2003  | Chameli                          | Aman Kapoor                   |                                                     |
| 2004  | White Noise                      | Karan Deol                    |                                                     |
| 2005  | The Fall                         |                               | Court-métrage                                       |
| 2005  | Scrum in the Mud with Rahul Bose | Himself                       | TV documentaire                                     |
| 2005  | Silsiilay                        | Neel                          |                                                     |
| 2005  | 15 Park Avenue                   | Joydeep "Jojo" Roy            |                                                     |
| 2006  | Anuranan                         | Rahul Chatterjee              |                                                     |
| 2006  | Pyaar Ke Side Effects            | Siddharth "Sid" Bose          |                                                     |
| 2006  | The Other Side of Bollywood      | Himself                       | Documentaire                                        |
| 2007  | Chain Kulii Ki Main Kulii        | Varun                         |                                                     |
| 2008  | Before the Rains                 | T. K. Neelan                  |                                                     |
| 2008  | Shaurya                          | Major Siddhant Chaudhary      |                                                     |
| 2008  | Maan Gaye Mughal-e-Azam          | Arjun                         |                                                     |
| 2008  | Dil Kabaddi                      | Rishi                         |                                                     |
| 2008  | Tahaan                           | Zafar                         |                                                     |
| 2008  | Kaalpurush                       | Fils                          |                                                     |
| 2009  | Antaheen                         | Abhik Choudhury               |                                                     |
| 2009  | The Whisperers                   | Sid                           |                                                     |
| 2010  | Fired                            | Joy Mittal                    |                                                     |
| 2010  | Mumbai Chakachak                 |                               |                                                     |
| 2010  | Ghost Ghost Na Raha              |                               |                                                     |
| 2010  | I Am                             | Jay                           |                                                     |
| 2010  | L'Épouse japonaise               | Snehamoy Chatterjee           |                                                     |
| 2010  | Kuch Love Jaisa                  |                               |                                                     |
| 2010  | Bits and Pieces                  | Arindam                       |                                                     |
| 2010  | Click and Marry                  |                               | Announced                                           |
| 2011  | Africa                           |                               |                                                     |
| 2011  | Les Enfants de minuit            |                               |                                                     |
| 2012  | Laptop (en)                      | Indro                         |                                                     |
| 2013  | Vishwaroopam                     | Omar Qureshi                  | Film bilingue hindi et tamoul                       |
| 2013  | Shesher Kabita                   | Amit Ray                      | Bengali film                                        |
| 2014  | Shondhey Namar Agey              | Prottush Alok Vhattacharjee   | Bengali film                                        |
| 2015  | Dil Dhadakne Do                  | Manav                         |                                                     |
| 2015  | Under Construction               | Imtiaz                        | Bangladeshi film                                    |
| 2016  | Niruttara                        | Pradeep                       | Kannada film                                        |
| 2017  | Poorna: Courage Has No Limit     | Dr. R.S. Praveen Kumar        | Also Director and Producer Biopic on Malavath Purna |
| 2018  | Vishwaroop 2                     | Omar Qureshi                  | Film bilingue hindi et tamoul                       |

#### À la télévision
| Année | Série                       | Rôle        | Notes            |
| ----- | --------------------------- | ----------- | ---------------- |
| 2022  | Cherche l'amour… éperdument | père de Ray | Série en anglais |

### Chanteur
| Année | Film     | Chanson                |
| ----- | -------- | ---------------------- |
| 2006  | Anuranan | Akashe chhorano megher |

### Scénariste/réalisateur
| Année | Film                         | Notes       |
| ----- | ---------------------------- | ----------- |
| 2001  | Everybody Says I'm Fine!     |             |
| 2009  | The Whisperers               | Script      |
| 2017  | Poorna: Courage Has No Limit | Réalisation |

### Scène
| Année | Titre                           | Rôle             |
| ----- | ------------------------------- | ---------------- |
| 1989  | Topsy Turvey                    |                  |
| 1993  | Are There Tigers in the Congo?  |                  |
| 1996  | Art                             | Mark             |
| 1999  | The Square Circle               | Lakshmi/Lakshman |
| 1999  | Seascape with Sharks and Dancer |                  |